# Carmina Burana (Orff)

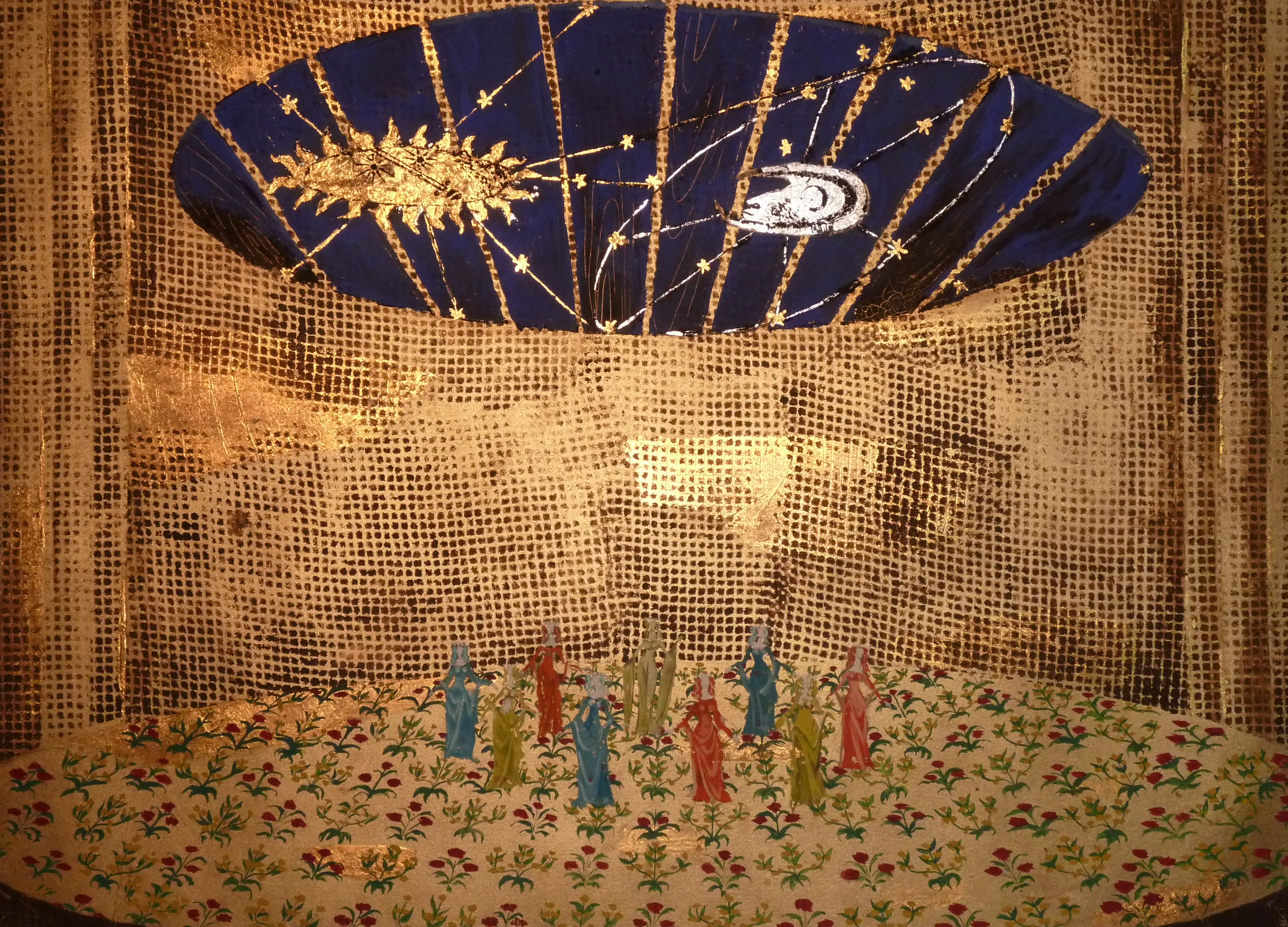
Bühnenbildentwurf von Helmut Jürgens für Carmina Burana, Aufführung Bayer. Staatsoper München 1959

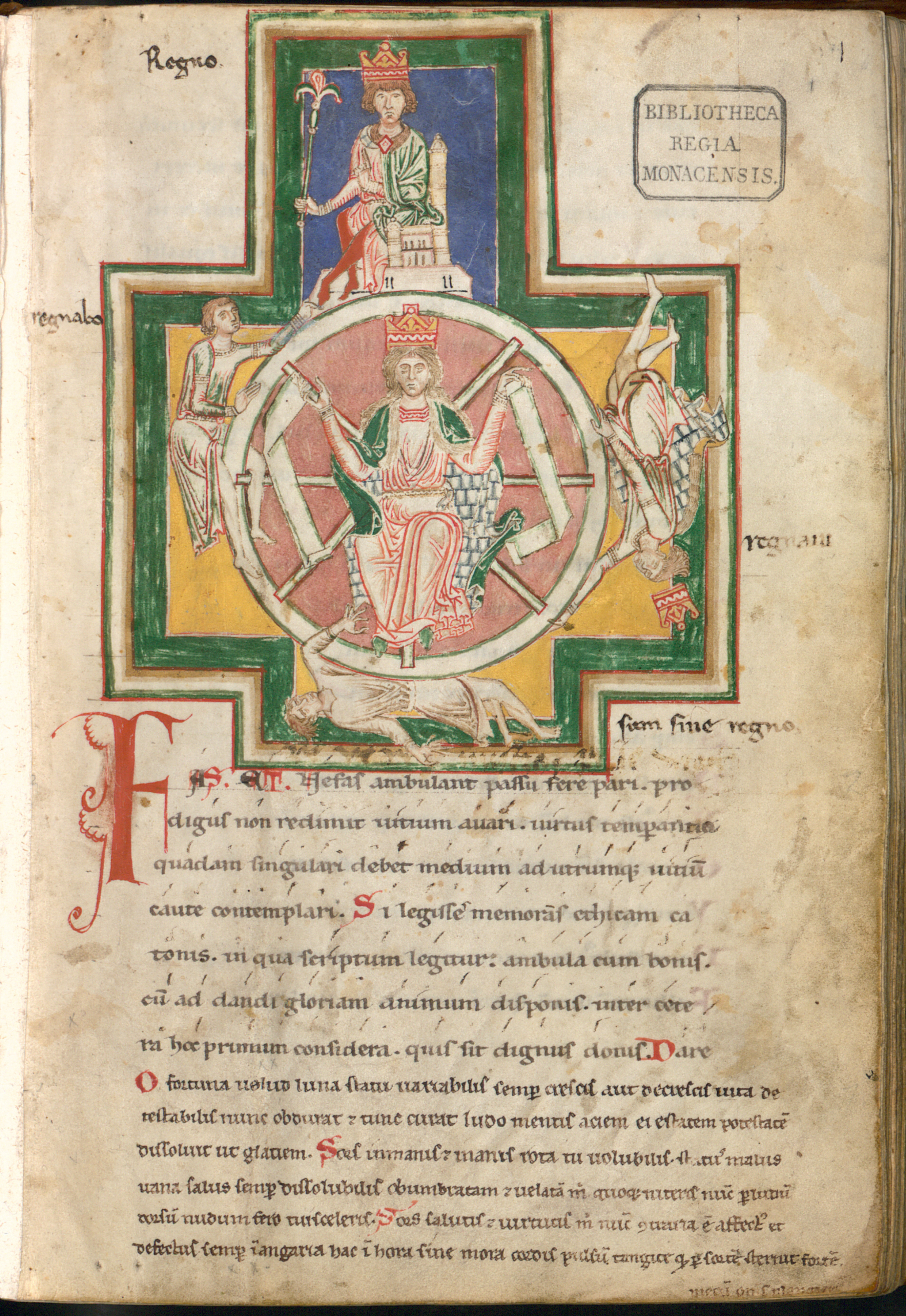
Das Schicksalsrad der Fortuna (Rota Fortunae), Buchmalerei im Codex Buranus

Carmina Burana (lateinisch für Beurer Lieder oder Lieder aus Benediktbeuern) ist der Titel einer szenischen Kantate von Carl Orff aus den Jahren 1935/1936. Die Texte in mittellateinischer und mittelhochdeutscher Sprache sind den Carmina Burana entnommen, einer Sammlung von im 11. und 12. Jahrhundert entstandenen Lied- und Dramentexten.
Nach der Komposition von Catulli Carmina und Trionfo di Afrodite fasste Carl Orff die Carmina Burana mit diesen unter dem Titel Trionfi zusammen. Aufführungen des gesamten Triptychons sind aber die Ausnahme geblieben.
Die Carmina Burana wurden am 8. Juni 1937 in der Oper zu Frankfurt am Main unter der musikalischen Leitung von Bertil Wetzelsberger und der Regie von Oskar Wälterlin uraufgeführt.

## Entstehung
Orff stieß 1934 auf die von Johann Andreas Schmeller 1847 herausgegebene Ausgabe der Carmina Burana. Michel Hofmann, ein junger Jurastudent und Latein- und Griechisch-Enthusiast, unterstützte ihn bei der Auswahl und Zusammenstellung von 24 dieser Texte zu einem Libretto, hauptsächlich in Latein sowie einigen in Mittelhochdeutsch und Altfranzösisch. Die Auswahl umfasst eine weite Spanne weltlicher Themen: die Wechselhaftigkeit von Glück und Wohlstand, die Flüchtigkeit des Lebens, die Freude über die Rückkehr des Frühlings sowie die Genüsse und Gefahren von Trinken, Völlerei, Glücksspiel und Wollust.
Bei der Vertonung handelt es sich um eine völlige Neukomposition. Zur Entstehungszeit von Orffs Werk war noch kaum eine der originalen mittelalterlichen, in Neumen notierten Melodien rekonstruiert. So gestaltete er die Musik nach bereits bekannten Stilmerkmalen des Mittelalters wie etwa Bordunbegleitung und Kirchentonarten. Orff selbst bezeichnete sein Werk weder als Oper noch als Oratorium oder Kantate. Manchmal wird zwar dem Werk die Bezeichnung „szenische Kantate“ als Untertitel beigegeben, jedoch sind szenische Aufführungen der Carmina Burana gegenüber konzertanten deutlich in der Minderzahl. Der vollständige lateinische Titel lautet Carmina Burana: Cantiones profanæ cantoribus et choris cantandæ comitantibus instrumentis atque imaginibus magicis (Beurer Lieder: Weltliche Gesänge für Sänger und Chöre, begleitet von Instrumenten und magischen Bildern).

## Besetzung
Die Carmina Burana sind instrumentiert für 3 Flöten (davon zwei im Wechsel mit Piccolo), 3 Oboen (davon eine im Wechsel mit Englischhorn), 3 Klarinetten in B und A (davon eine im Wechsel mit Es-Klarinette, eine im Wechsel mit Bassklarinette), 2 Fagotte, Kontrafagott, 4 Hörner in F, 3 Trompeten in B und C, 3 Posaunen, Tuba, 2 Klaviere, Celesta, großes Schlagzeug und Streicher.
Das Schlagzeug setzt sich zusammen aus 5 Pauken (eine Piccolo), 2 Kleinen Trommeln, Großer Trommel, Triangel, verschiedenen Becken, Ratsche, Kastagnetten, Schlittenglocken, Tamtam, Tamburin, Röhrenglocken, 3 Glocken, 3 Glockenspielen und Xylophon.
Die Gesangsstimmen umfassen je einen Sopran-, Tenor- und Baritonsolisten, einen großen gemischten Chor mit Soli für 3 Tenöre, Bariton und zwei Bässe, einen vierstimmigen Kammerchor und einen Kinderchor.

### Alternative Versionen
Eine reduzierte Version für Solisten, großen gemischten Chor, Kinderchor, zwei Klaviere und Schlagzeug wurde 1956 von Orffs Schüler Wilhelm Killmayer arrangiert und vom Komponisten autorisiert. Außerdem existiert eine Bearbeitung von Friedrich K. Wanek mit fünf Sätzen für zehn Bläser in der Besetzung: 2 Flöten (2. auch Piccolo), 2 Oboen (2. auch Englischhorn), 2 Klarinetten in B, 2 Hörner, 2 Fagotte (2. auch Kontrafagott) sowie eine 1967 entstandene Version von John Krance mit 13 Sätzen für sinfonisches Blasorchester, welche beide ebenfalls von Orff autorisiert wurden. Eine weitere Bearbeitung ist das Jazz-Arrangement von Polheim, Hirschmann, Beigang für Orgel, Bass und Schlagzeug (Carmina Variations). 
2022 erschien eine reduzierte Fassung für ein 19-köpfiges Kammerorchester von Paul Leonard Schäffer.

## Aufbau
Orff wählte eine Gliederung in drei Teile. Eingerahmt wird das Werk von einem mächtigen Chor zu Ehren der Schicksalsgöttin Fortuna (Fortuna Imperatrix Mundi), die das Schicksal der Menschen letztlich bestimmen soll.
Fortuna Imperatrix Mundi (Glück, die Kaiserin der Welt)
1. O Fortuna
2. Fortune plango vulnera (Die Wunden, die Fortuna schlug)
Ia. Primo vere (Im Frühling)
3. Veris leta facies (Frühlings heiteres Gesicht)
4. Omnia sol temperat (Alles wärmet Sonne auf)
5. Ecce gratum (Auf, zu grüßen)
Ib. Uf dem Anger (Auf dem Anger)
6. Tanz
7. Floret silva (Blühend wird der edle Wald)
8. Chramer, gip die varwe mir (Krämer, gib die Farbe mir)
9. a) Reie – Reigen
b) Swaz hie gat umbe
c) Chume, chum, geselle min
d) Swaz hie gat umbe
10. Were diu werlt alle mîn (Wäre auch die Welt ganz mein)
II. In taberna (In der Schenke)
11. Estuans interius (Heißer Scham und Reue voll)
12. Olim lacus colueram (Einstens war ich Zierd’ des Sees)
13. Ego sum abbas (Ich bin der Abt)
14. In taberna quando sumus (Wenn wir sitzen in der Schenke)
IIIa. Cour d’amours (Hof der Liebesabenteuer)
15. Amor volat undique (Amors Pfeile überall)
16. Dies, nox et omnia (Tag und Nacht und insgesamt)
17. Stetit puella (Stand da ein Mädchen)
18. Circa mea pectora (Rund um meines Herzens Grund)
19. Si puer cum puellula (Wenn ein Knabe mit dem Mädchen)
20. Veni, veni, venias (Komme, komme, komm nun doch)
21. In trutina (Auf der Waage meines Herzens)
22. Tempus est iocundum (Freudvoll ist die Zeit)
23. Dulcissime (Du Süßester)
IIIb. Blanziflor et Helena (Blanchefleur und Helena)
24. Ave formosissima (Sei gegrüßt, Du Schönste)
Fortuna Imperatrix Mundi (Glück, die Kaiserin der Welt)
25. O Fortuna (Schicksal)
Orff ging mit dem vorgefundenen Material der Carmina Burana recht frei um. So benutzte er von mehreren Gedichten nur Teile oder Einzelstrophen für sein Chorwerk. Von dem großen Liebesdialog CB 77 übernahm er nur die Strophe, in der die Angebetete mit Blanziflor, einer Heldin der altfranzösischen Rittersage, und mit der schönen Helena verglichen wird, die den Trojanischen Krieg auslöste: Hier gefiel dem Komponisten die für die Carmina Burana typische Verknüpfung mittelalterlicher und antiker Bildungsinhalte. Auch folgte er nicht den oft sehr komplizierten Metren der Lieder, Sequenzen und Leichs der Handschrift, sondern erfand ganz neue, oft mitreißende und tänzerische Rhythmen zu den alten Texten.
Musikalisch ist das Chorwerk von raffinierter Schlichtheit: In konventioneller oder archaisierender Harmonik setzt es ganz auf die Kraft seiner Melodien, deren Simplizität bisweilen an Abzählreime erinnert. Aufschließung und Fortentwicklung von Motiven gibt es ebenso wenig wie Kontrapunktik.

## Wirkungsgeschichte
Nach der erfolgreichen Uraufführung im Jahre 1937 schrieb Orff an seinen Verleger: „Alles, was ich bisher geschrieben und was Sie leider gedruckt haben, können Sie nun einstampfen! Mit Carmina Burana beginnen meine gesammelten Werke!“
Das Werk wurde rasch zu einem der populärsten Stücke ernster Musik und zum meist aufgeführten Chor-/Orchesterwerk des 20. Jahrhunderts mit weltweit ca. 20 Aufführungen Monat für Monat. Adolf Hitler soll das Werk geschätzt haben. Die Reichsmusikkammer und die Kritiken nach der Uraufführung hatten es freilich wegen der spezifischen Rhythmik („bayerische Niggermusik“), der unverhohlenen Erotik seiner Texte und des verwendeten Lateins geschmäht. Dennoch galt Orffs Kantate später als Symbol für die von der NSDAP gewünschte deutsche „Jugendkultur“, der Völkische Beobachter bezeichnete sie als „genau die klare, stürmische und dennoch disziplinierte Art von Musik, die unsere Zeit benötigt“.
Die Carmina Burana sind vielfach in anderen Werken verwendet worden. Insbesondere der wuchtige Chorsatz zu CB 17 (O fortuna), mit dem das Werk einsetzt, ist so populär, dass er häufig als Filmmusik verwendet wird, meist in der Aufnahme des Atlanta Symphony Orchestra unter dem Dirigat von Robert Shaw; die Internet Movie Database listet über 90 Film- und Fernsehproduktionen auf, in denen die Carmina Burana im Soundtrack verwendet werden. Darüber hinaus wurde das Werk wiederholt in der Werbung eingesetzt.
Amit Weiner, Leiter der Abteilung für Komposition an der Jerusalem Academy of Music and Dance, bezeichnete die Carmina Burana als »Nazi-Musik«, von einem »Nazi-Komponisten«, »absichtlich für den populistischen Geschmack von Goebbels und Göring geschrieben«, die daher in Israel nicht öffentlich aufgeführt werden sollte. Eine vergleichbare Kritik brachte der Kunst- und Politikwissenschaftler Kai Köhler vor.

## Film
- Carmina Burana atque imaginibus magicis. Liedinszenierung, Deutschland, 1975, 60 Min., farbig, stereo, Regie: Jean-Pierre Ponnelle. Mit Lucia Popp, Hermann Prey, John van Kesteren, Benno Hoffmann, Michel Jacot u. a., Chor des Bayerischen Rundfunks, Tölzer Knabenchor, Münchner Rundfunkorchester. Musikalische Leitung: Kurt Eichhorn. Produktion: Gerhard Reutter, Zweites Deutsches Fernsehen, Bavaria Film- und Fernsehgesellschaft.[12]